# Osijek-Baranja distrikt
Osijek-Baranj (kroatisk: Osječko-baranjska županija) er et distrikt i Kroatien, der ligger hvor  floderne Donau og Drava, som løber sammen ved distriktshovedstaden Osijek i den østlige del af distriktet. Det ligger helt mod øst i regionen Slavonien, og grænser til nabolandene Ungarn i nord og Serbien i øst. I vest grænser det til distriktet Virovitica-Podravina, i sydvest til Požega-Slavonia, i syd til Brod-Posavina og i sydøst til Vukovar-Srijem.  Andre større byer er ue over  Osijek,  Đakovo, Našice, Valpovo, Belišće og Beli Manastir.

## Administrativ inddeling
Brod-Posavina distrikt er inddelt  i 7 byer og 35 kommuner

### Byer
- Osijek (distriktshovedstad)
- Beli Manastir
- Belišće
- Donji Miholjac
- Đakovo
- Našice
- Valpovo

### Kommuner
- Antunovac
- Bilje
- Bizovac
- Čeminac
- Čepin
- Darda
- Donja Motičina
- Draž
- Drenje
- Đurđenovac
- Erdut
- Ernestinovo
- Feričanci
- Gorjani
- Jagodnjak
- Kneževi Vinogradi
- Koška
- Levanjska Varoš
- Magadenovac
- Marijanci
- Petlovac
- Petrijevci
- Podravska Moslavina
- Podgorač
- Popovac
- Punitovci
- Satnica Đakovačka
- Semeljci
- Strizivojna
- Šodolovci
- Trnava
- Viljevo
- Viškovci
- Vladislavci
- Vuka